# Jens Bruno Hansen
Jens Bruno Hansen (født 18. maj 1960, Hjørring) er en dansk bassanger.

## Biografi
Jens Bruno Hansen er uddannet som musikhistoriker og –teoretiker ved Aarhus Universitet. Blev kandidat med afhandlingen Det nye i Musikken – Den ny Musik i 1989. Som operasanger er han stort set autodidakt, suppleret med praktisk mesterlære og siden 1991 stemmeteknisk supervision ved John Guttman. Fra 1986 har han haft jobs ved bl.a. Den Jyske Opera, Århus Teater, Gladsaxe Teater, Den Anden Opera, Århus Sommeropera, Nordjysk Operakompagni og Musikdramatisk Teater.
Siden 1994 har han været fastansat på Den kongelige Opera. Han har siden da skabt en lang række roller i produktioner af instruktører som Lizzi Rode, Henrik Sartou, Brigitte Kolerus, Boxiganga, Niels Pihl, Flemming Enevold, Eyðun Johannessen, Nigel Warrinton, Kasper Bech Holten, Francesca Zambello, David Mcvikar, Daniel Bohr, Elisabeth Linton, David Radok, Michael Melby, Willy Decker, Lars Knutzon, Stig Fogh Andersen og Yannis Houvardas.
I samme periode har han samarbejdet med dirigenter som Kaare Hansen, Henrik Vagn Christensen, Tamas Vetö, Flemming Vistisen, Hans Fricke, David Riddle, Christian Badea, Michael Schønwandt, Ion Marin, Lars Ulrik Mortensen, Thomas Dausgaard, Graeme Jenkins, Giancarlo Andretta, Frans Rasmussen og Marc Soustrot.

## Roller
Nogle af hans vigtige roller er:
- Astradamors i Le Grand Macabre
- Osmin i Die Entführung
- Arthur i The Lighthouse
- Mr. Flint i Billy Budd
- Don Bartolo og Don Basilio i Barberen i Sevilla
- Kong Uras i Rejse-Operatorium
- Christian Tårngemmer i Dronningen af Blåtårn
- Regin i Sigurd Dragedræber
- Langemand i Tugt og utugt i mellemtiden.
- Sally Bowles i Cabaret

Han har desuden ofte været anvendt som oratoriesolist og som udøver af helt ny musik i mange forskellige sammenhænge. Han har specialiseret sig som performer af ukonventionel og nytænkende musikdramatik og opera.
Jens Bruno Hansen har desuden som teoretiker virket som rådgiver for forskellige institutioner og virksomheder. Siden 1991 blandt andet som musikfaglig rådgiver for KODA, der forvalter rettigheder for komponister og tekstforfattere. Har desuden skrevet journalistik i mange år.

## Priser
- Kong Frederik IX mindemedalje
- Ridder af Dannebrog 2000
- Otto Steenbergs Legat (2011)